# Rotaria ovata
Rotaria ovata är en hjuldjursart som först beskrevs av Anderson 1889.  Rotaria ovata ingår i släktet Rotaria och familjen Philodinidae. Inga underarter finns listade i Catalogue of Life.